# Géza von Radványi
Géza von Radványi, pseudonimo di Géza Grosschmid (Košice, 17 dicembre 1907 – Budapest, 27 novembre 1986), è stato un regista, sceneggiatore e produttore cinematografico ungherese.

## Biografia
Figlio di un avvocato di origini sassoni e fratello dello scrittore Sándor Márai, inizialmente praticò la professione di giornalista. Nel 1928 venne accreditato alla Società delle Nazioni di Ginevra. Negli anni trenta, si trasferì in Germania, dove si avvicinò al cinema e fece l'assistente e lo sceneggiatore per vari registi tedeschi. Qui conobbe Eva Daghofer, figlia della celebre attrice Lil Dagover, che sposò nel 1930. La coppia si separò nel 1937 e, l'anno dopo, il regista si unì in seconde nozze all'attrice sua connazionale Maria Tasnady, che diresse in vari suoi film.
Nel 1939 fece ritorno in Ungheria, dove continuò a fare lo sceneggiatore. Successivamente, iniziò a dirigere, esordendo con il film A porte chiuse (1940). Radványi cominciò a farsi conoscere in Europa con la pellicola L'Europa non risponde (1941), dove rappresentò molto realisticamente i disastri che stavano avvenendo durante la seconda guerra mondiale.
Durante gli anni quaranta soggiornò spesso in Italia. Per il cinema italiano realizzò i film Inferno giallo (1942) e Donne senza nome (1950), da lui stesso prodotto. In questi film diresse attori di grosso spessore artistico come Fosco Giachetti e Gino Cervi.
Nel 1947 tornò a Budapest dove, insieme allo scrittore Béla Balázs, fondò la Scuola Superiore di teatro e cinema. Nello stesso anno diresse quello che da molti è ritenuto il suo maggior capolavoro cinematografico, il film È accaduto in Europa, che documenta i disastri causati dal secondo conflitto mondiale.
L'anno dopo lasciò l'Ungheria per trasferirsi nuovamente in Italia, poi in Francia e in Germania. In questi ultimi due paesi diresse vari film nel corso degli anni cinquanta. In tale decennio, film di maggiore rilevanza furono Lo strano desiderio del signor Bard (1954), con protagonista Michel Simon, Ragazze in uniforme (1958), con Romy Schneider, remake dell'omonimo film girato nel 1931, e Il giorno della violenza (1959), con Lino Ventura.
Meno successo riscossero i film successivi come La capanna dello zio Tom (1965), e Vienna, amori al congresso (1966). Successivamente si dedicò esclusivamente alla sceneggiatura, come nel film di successo Beato fra le donne (1970), che vide come protagonista Louis de Funès.
Tornò alla regia, e lo fece nel suo paese, nel 1980 con Circo Massimo, che fu l'ultimo film della sua carriera.

## Morte
Radványi morì il 27 novembre 1986, all'età di 79 anni, a Budapest, dove venne sepolto.

## Filmografia
- Erdélyi kastély, regia di Felix Podmaniczky (1940), sceneggiatura
- Un'avventura a Sarajevo (Sarajevo), regia di Ákos Ráthonyi (1940), sceneggiatura
- A porte chiuse (Zárt tárgyalás) (1940), regia e sceneggiatura
- L'Europa non risponde (Euròpa nem vàlaszol) (1941), regia e sceneggiatura
- La vergine ribelle (A beszélő köntös), regista (1941)
- Egy asszony visszanéz (1942), regia e sceneggiatura
- Inferno giallo (1942), regia
- Madách: Egy ember tragédiája, regia di Antal Németh (1944), sceneggiatura
- È accaduto in Europa (Valahol Európában) (1947), regia e sceneggiatura
- Donne senza nome (1950), produttore, regia e sceneggiatura
- Lo strano desiderio del signor Bard (L'étrange désir de Monsieur Bard) (1954), regia e sceneggiatura
- Ingrid - Die Geschichte eines Fotomodells (1955), regia e sceneggiatura
- L'adorabile creatura (Von Himmel gefallen) (1955), sceneggiatura e idea
- Mädchen ohne Grenzen (1955), regia e sceneggiatura
- Das Schloß in Tirol (1957), regia e sceneggiatura
- Il prigioniero di Stalingrado (Der Artz von Stalingrad) (1958), regia
- Ragazze in uniforme (Mädchen in Uniform) (1958), regia
- Angelica ragazza jet (Ein Engel auf Erden) (1959), regia e sceneggiatura
- Il giorno della violenza (Douze heures d'horloge), (1959), regia
- Ich schwöre und gelobe (1960), regia
- Una come quelle (Und sowas nennt sich Leben) (1961), regia
- La grande ruota (Das Riesenrad), (1961), regia
- Ti aspetterò all'inferno (Es muß nicht immer Kaviar sein) (1961), regia
- Diesmal muß es Kaviar sein (1961), regia
- La capanna dello zio Tom (Onkel Toms Hütte) (1965), regia e sceneggiatura
- Vienna, amori al congresso (Der Kongreß amüsiert sich) (1966), regia e sceneggiatura
- Beato fra le donne (L'Homme horchestre), regia di Serge Korber (1970), sceneggiatura
- ...E la notte si tinse di sangue (Born of Hell), regia di Denis Héroux (1976), sceneggiatura
- La morte in diretta (La Mort en direct), regia di Bertrand Tavernier (1980), sceneggiatura
- Lulù, regia di Walerian Borowczyk (1980), sceneggiatura
- Circo Massimo (Circus Maximus) (1980), regia e sceneggiatura